# 大阪府泉南府民センター

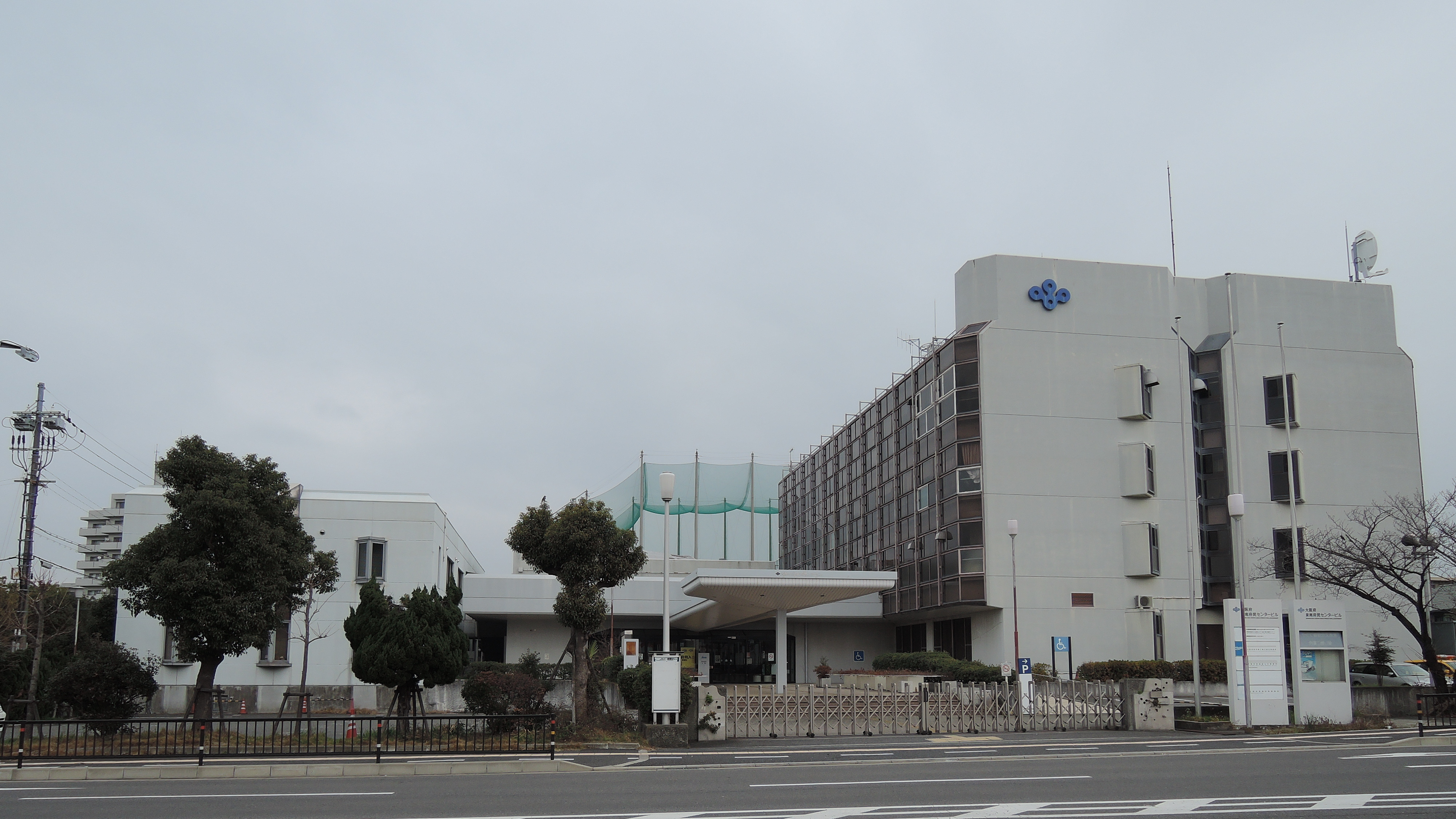
大阪府泉南府民センター

大阪府泉南府民センター（おおさかふせんなんふみんセンター）は、大阪府岸和田市野田町3丁目13-2に所在する、大阪府の行政施設。

## 概要
窓口業務など地域ごとに行ったほうが効率のよい業務を担当する出先機関が入居している。隣に大阪府岸和田保健所が存在する。

### 入居する主な出先機関
- 泉南府税事務所
- 泉州農と緑の総合事務所
- 岸和田土木事務所

### 入居しない出先機関
- 岸和田子ども家庭センター - 岸和田市宮前町7-30に所在
- 岸和田保健所 - 岸和田市野田町3丁目13-1に所在
- 泉佐野保健所 - 泉佐野市上瓦屋583-1に所在

## 管轄市町村
大阪府泉南地域にあたる下記の5市3町。
- 岸和田市
- 貝塚市
- 泉佐野市
- 泉南市
- 阪南市
- 熊取町
- 田尻町
- 岬町

泉州農と緑の総合事務所は泉北地域も管轄する。